# ۶ رمضان
۶ رمضان، ششمین روز از ماه رمضان در تقویم هجری قمری است.
در تقویم هجری قمری قراردادی این روز دویست و چهل و دومین روز سال است.

## وقایع
۲۰۱ - آغاز ولایتعهدی علی بن موسی الرضا در حکومت مأمون عباسی.

## زادگان
- ۱۳۶۴- ملحم برکات، موسیقی‌دان، خواننده، آهنگساز و بازیگر تئاتر لبنانی.

## درگذشتگان
- ۱۴۱۶ - شیخ جعفر مجتهدی عارف شیعه